# Nederhorst den Berg
Nederhorst den Berg est un village dans la commune de Wijdemeren, appartenant à la province néerlandaise de Hollande-Septentrionale. Le village et ses environs directs regroupent environ 5 100 habitants (2005).

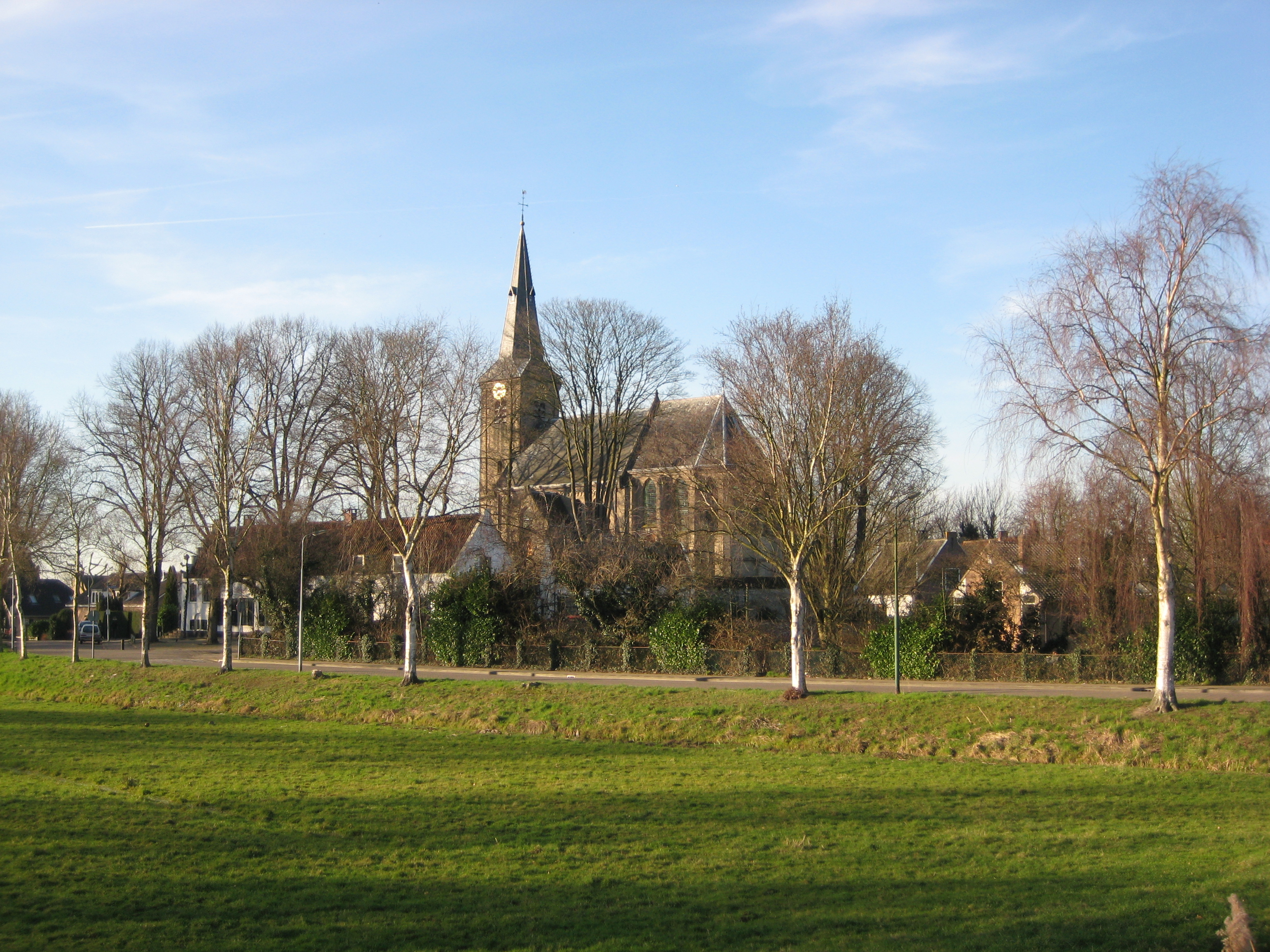
L'église.

Avant le 1er janvier 2002, Nederhorst den Berg était une commune indépendante. À cette date les anciennes communes de Nederhorst den Berg, de Loosdrecht et de 's-Graveland fusionnèrent pour créer Wijdemeren.
Comme le nom l'indique (en néerlandais berg signifie montagne), le village était à l'origine sur un point haut dans une courbe de la rivière Vecht. L'autre partie du nom vient du nom du château Nederhorst, situé dans le village.